# باتلاق (فیلم ۱۹۲۱)
«باتلاق» (انگلیسی: The Swamp (1921 film)) فیلمی در ژانر درام به کارگردانی کالین کمپ‌بل است که در سال ۱۹۲۱ منتشر شد. از بازیگران آن می‌توان به بسی لاو اشاره کرد.